# Дадра і Нагар-Хавелі
Дадра і Нагар-Хавелі (гінді दादर और नगर हवेली, гудж. દાદરા-નગરહવેલી, англ. Dadra and Nagar Haveli) — округ в союзній території Дадра і Нагар Хавелі і Даман і Діу в Індії. До 2020 року територія округу складала окрему союзну територію в складі Індії

## Історія
Від 1783 її територія була частиною Португальської Індії (конкретно — колонії Даман). У 1954 проіндійські сили ліквідували тут португальську владу, а у 1961 Індія остаточно анексувала територію Дадри й Нагар-Хавелі.
У грудні 2019 року парламент Індії ухвалив закон про злиття союзної території Дадра і Нагар Хавелі з сусідньою союзною територією Даман і Діу для створення єдиної союзної території Дадра і Нагар Хавелі і Даман і Діу 26 січня 2020 року. Територія Дадра і Нагар-Хавелі стала одним з трьох округів нової союзної території — округом Дадра і Нагар-Хавелі.

## Географія
Територія розташовується на заході країни і складається з двох частин. Нагар-Хавелі лежить між штатами Гуджарат і Махараштра, Дадра знаходиться північніше і є анклавом на території Гуджарату.

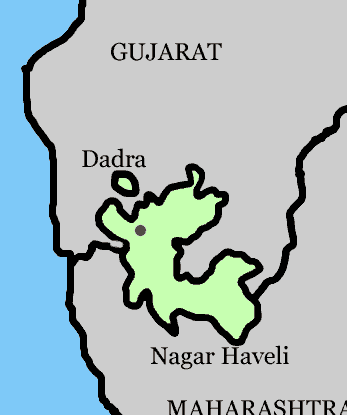